# Neuf chants
Les Neuf chants  ou Jiu Ge (chinois : 九歌 ; pinyin : jiǔgē)  sont des poèmes attribués à Qu Yuan. Ils sont la deuxième partie des Chants de Chu.
Les Neuf chants sont en réalité onze. Aux neuf chants s'ajoutent un dixième, Guoshang, qui est une ode consacrée aux guerriers morts à la guerre, et un onzième, Lihun, chant rituel de seulement cinq vers. Les neuf chants proprement dits sont d'essence chamanistique : la divinité y est invitée à prendre possession du chaman.

## Les dieux et déesses

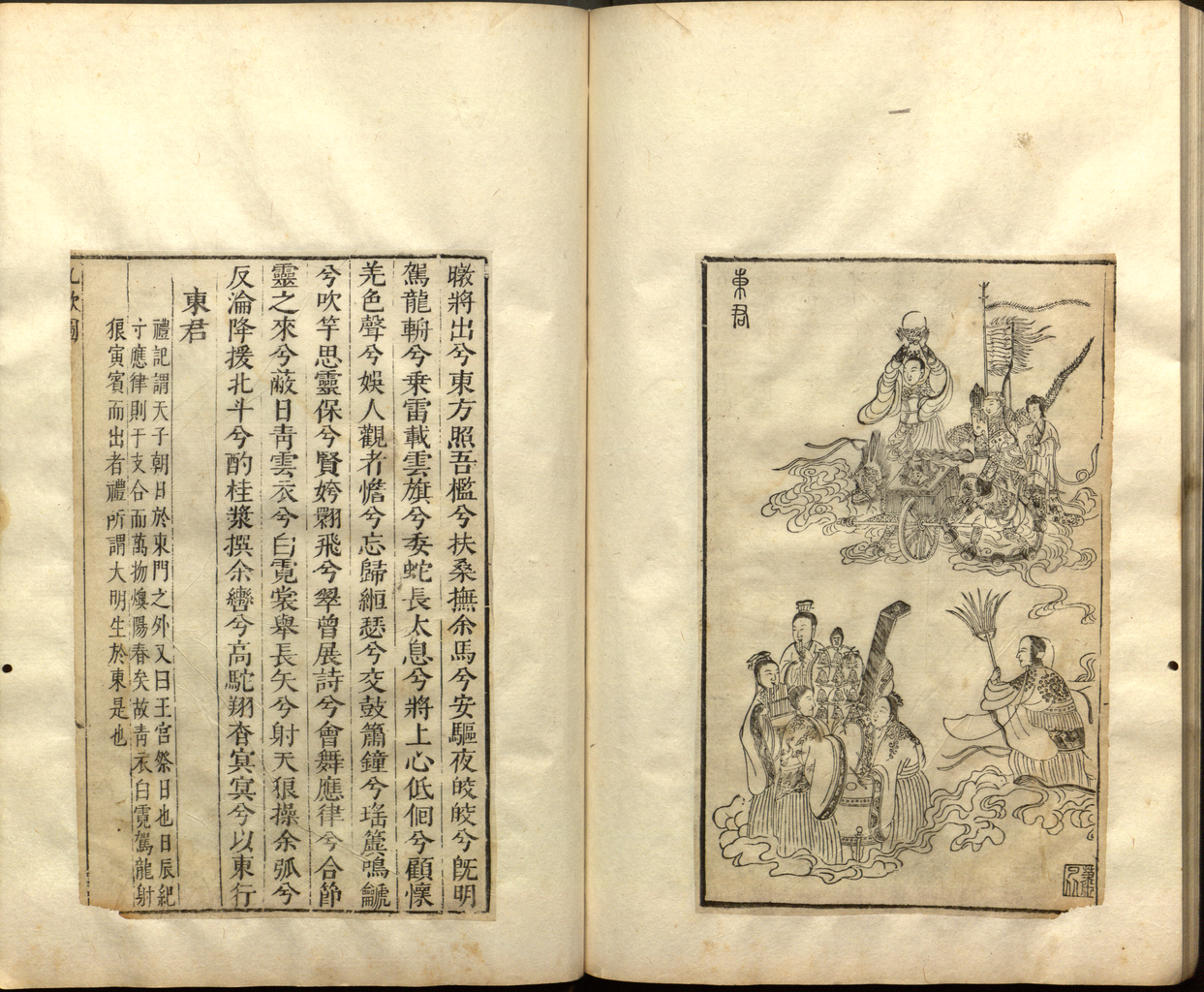
Le seigneur de l'Est. Jiu Ge de Chuci (les Chantes du Chu), compilé par Wang Yi (dynastie des Han). Édition Li Sao Illustré, illustrée par Xiao Yuncong (1596-1673), gravée par Tang Yongxian (dynastie des Qing).

Sur les onze chants, neuf sont des adresses à des dieux ou déesses. L'une de ces divinités est le Seigneur de l'Est (东皇太一 / 東皇太一, dōnghuáng tàiyī). Un autre est le Seigneur de l'Orient des nuages. Deux d'entre elles, le Seigneur des nuages (云中君, yún zhōng jūn) et le Comte du Fleuve (河伯, hé bó), sont par ailleurs connues comme étant des dieux du Nord, mais il est possible que leur nom désignait aussi des divinités du royaume de Chu. L'interprétation des poèmes est malaisée, et il est difficile de dire si les divinités des Neuf chants sont de sexe masculin ou féminin. Deux des poèmes s'adressent aux divinités de la rivière Xiang.

## Traduction
- (fr) (zh) Qu Yuan (trad. Jean-François Rollin), Li Sao, Jiu Ge et Tian Wen, Éditions de la Différence, coll. « Orphée », 1990, 127 p.